# Toporów (stacja kolejowa)
Toporów (niem. Topper, Toporów Wlkp.) – stacja kolejowa w Toporowie, w gminie Łagów, w województwie lubuskim. Jest stacją przelotową na linii kolejowej nr 3

## Ruch pasażerski[1]
| Rok  | Wymiana pasażerska na dobę |
| ---- | -------------------------- |
| 2017 | 100-149                    |
| 2018 | 100-149                    |
| 2019 | 50-99                      |
| 2020 | 50-99                      |
| 2021 | 50-99                      |
| 2022 | 50-99                      |
| 2023 | 50-99                      |

## Historia
25 czerwca 1870 r. oddano do eksploatacji linię kolejową z Frankfurtu nad Odrą przez Toporów do Poznania. Według przedwojennych założeń i planów rozwoju kolei na tych terenach, Toporów planowany był jako 5-kierunkowy węzeł.
W 1999 r. dzięki dotacji z Unii Europejskiej przystąpiono do gruntownej przebudowy stacji. Perony, drogi i skarpy zostały znacznie przesunięte oraz złagodzono łuki. Stacja Toporów została zmodernizowana, a tory przystosowane do prędkości 160 km/h.

## Galeria

Przedwojenne fotografie dworca
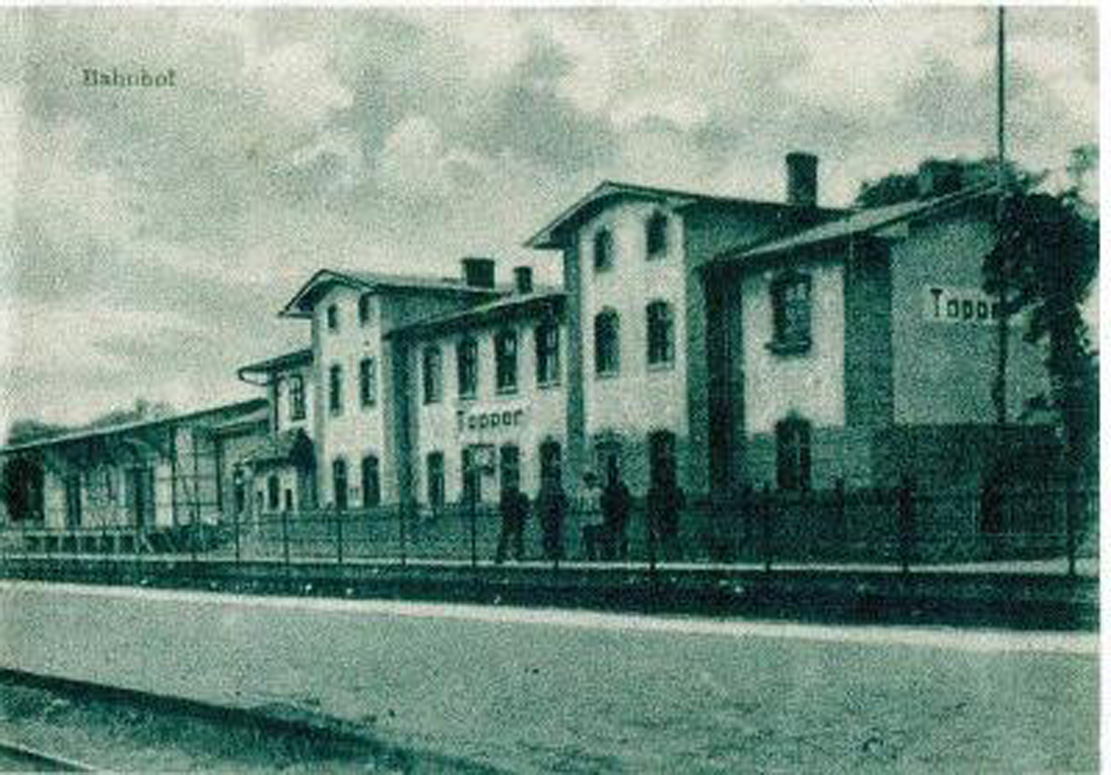
Bahnhof Topper w latach 30.
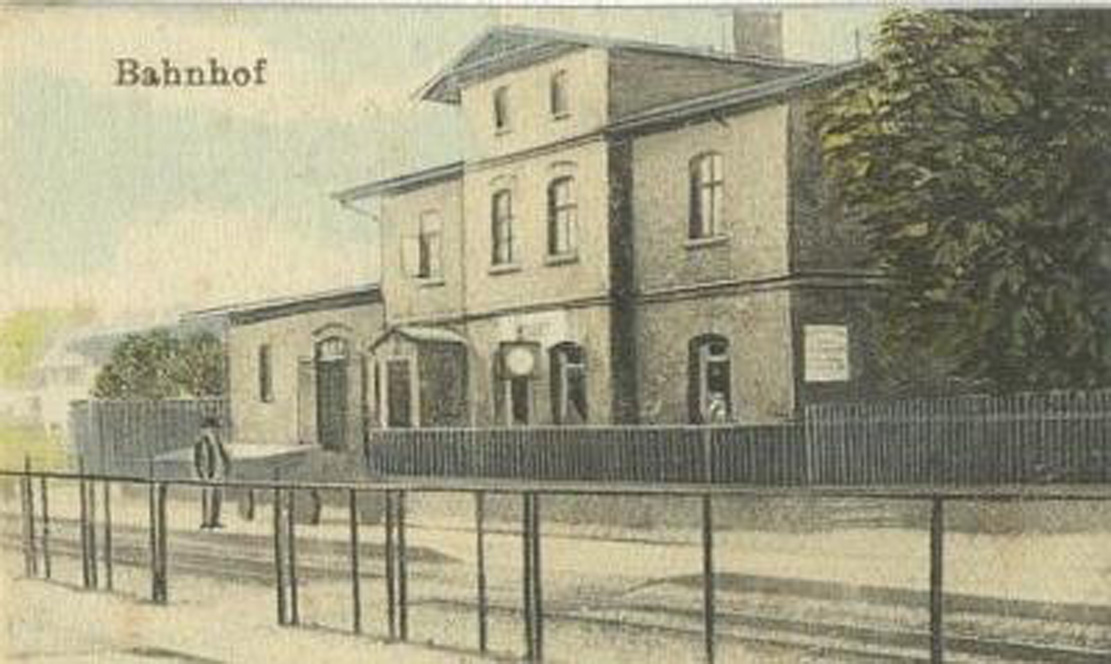
Topper 1928 r.
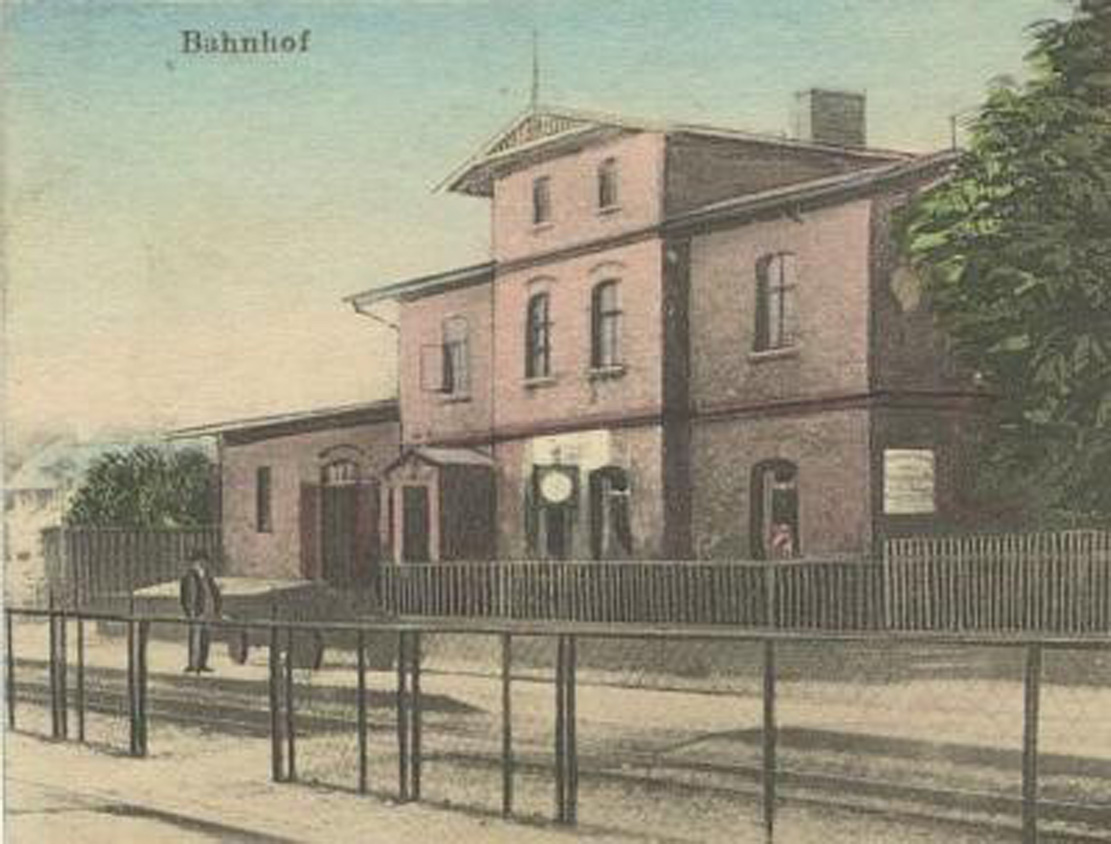
Topper 1928 r.
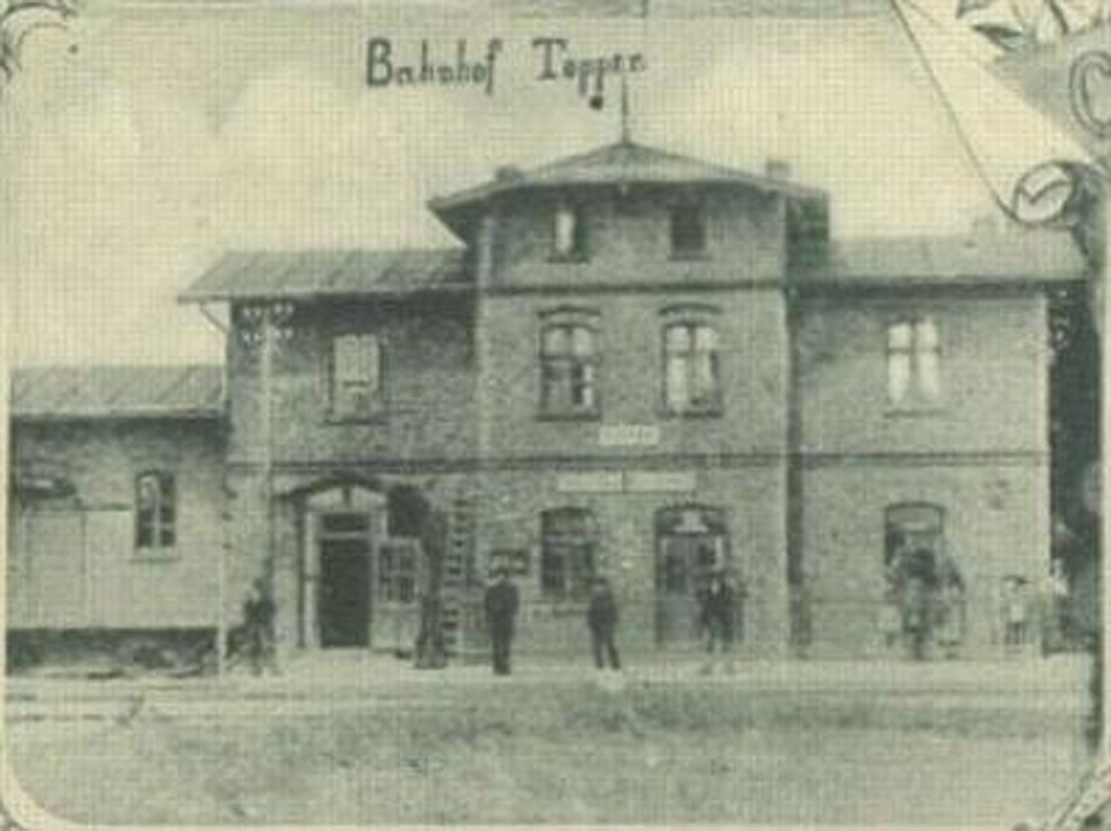
Topper 1905 r.
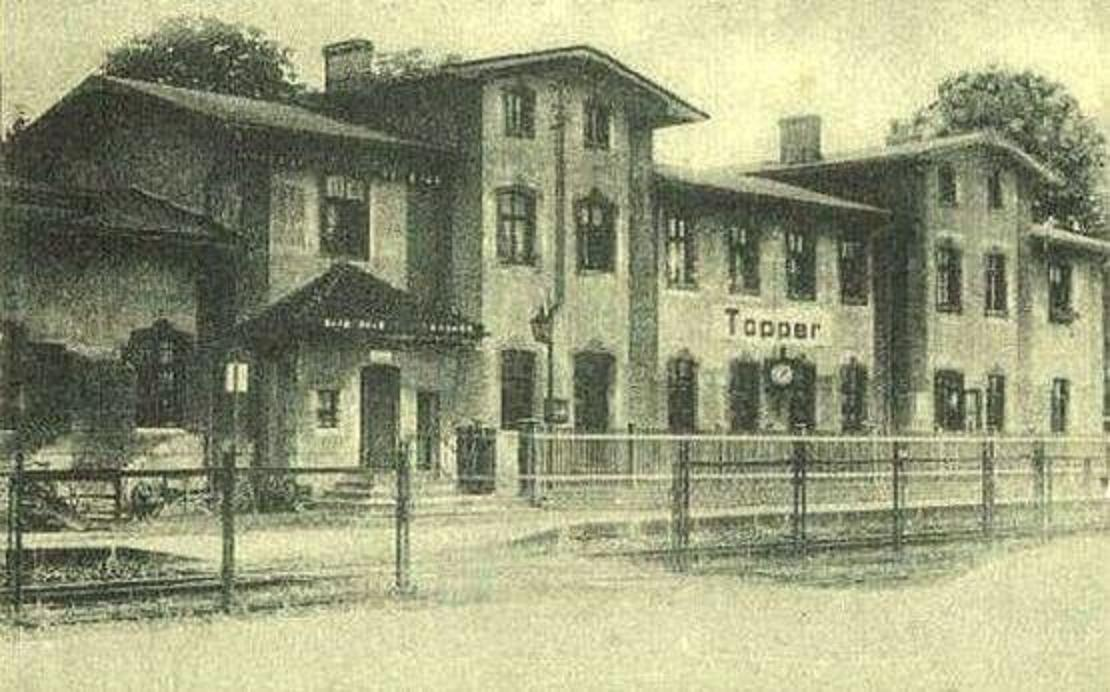
Topper 1930 r.

Historyczne fotografie dworca i okolic
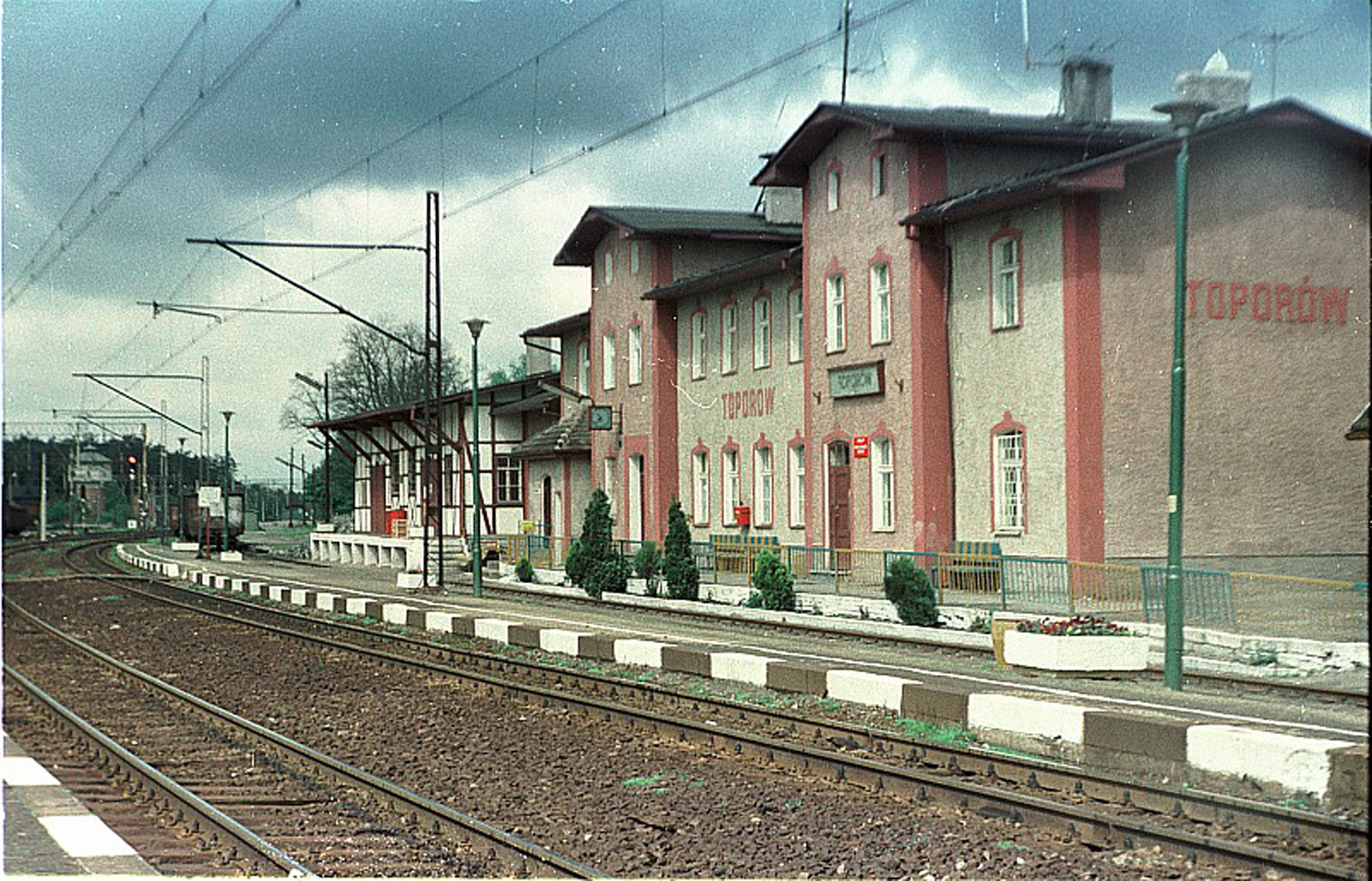
Dworzec w latach 90.
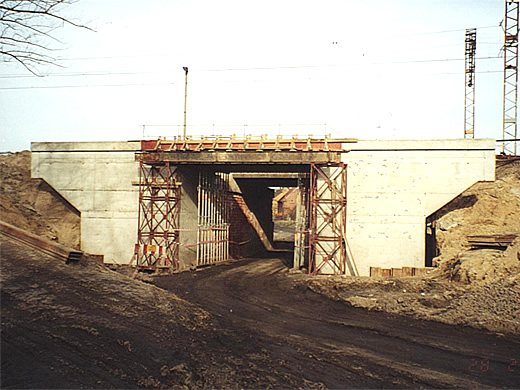
Budowa wiaduktu nad ul. Szkolną w 1999 r.